# Mexico (pueblo de Nueva York)
Mexico es un pueblo ubicado en el condado de Oswego en el estado estadounidense de Nueva York. En el año 2000 tenía una población de 5.181 habitantes y una densidad poblacional de 43 personas por km².

## Geografía
Mexico se encuentra ubicado en las coordenadas 43°27′48″N 76°12′29″O / 43.46333, -76.20806.

## Demografía
Según la Oficina del Censo en 2000 los ingresos medios por hogar en la localidad eran de $42.773 y los ingresos medios por familia eran $46.852. Los hombres tenían unos ingresos medios de $38.250 frente a los $22.183 para las mujeres. La renta per cápita para la localidad era de $17.498. Alrededor del 12,9 % de la población estaba por debajo del umbral de pobreza.